# 徐誉滕
徐誉滕（1981年2月18日—），曾用名徐歆舜，原名徐海，江苏徐州人，中國男歌手、音乐创作人。他创作的歌曲在中国手机彩铃时期广受欢迎。

## 生平
大学毕业于南京艺术学院声乐专业，早年在南京音乐频道主持了《清早好時光》、《調頻37度2》等節目。2005年簽約EMI成為旗下詞曲創作人，曾為任賢齊、黃品源、安琥、羅賓（廖瑞和）創作。2006年以單曲《等一分钟》而被大眾所熟知，该单曲年度统计下载量达14,903,758次，为年度第二。在这之后从幕后走到台前，并创作了《做我老婆好不好》、《天使的翅膀》、《李雷和韩梅梅》、《彩色粉笔》等一系列流行歌曲。2017年9月赴台發展，作品以單曲為主，僅《不到8首歌》為七首歌之迷你專輯。

## 代表作
- 《等一分钟》（2006年）[9]
- 《做我老婆好不好》（2007年）[10]
- 《天使的翅膀》（2007年）作词作曲
- 《李雷和韩梅梅》（2009年）[11]
- 《彩色粉笔》（2010年）

## 获奖
- 2009年度娱乐星锐榜“十大星锐奖”[7][12]
- 2009年度华语流行音乐榜“最佳音乐人奖”[7]
- “2012年度环球旅游音乐榜颁奖盛典”年度媒体推荐奖，歌曲《深深深深》[13]